# Bellamya crassispiralis
Bellamya crassispiralis е вид охлюв от семейство Viviparidae.

## Разпространение и местообитание
Този вид е разпространен в Индия (Манипур).
Обитава сладководни басейни и потоци.